# Grand Prix Kranj 2005
Il Grand Prix Kranj 2005, trentottesima edizione della corsa, valido come evento dell'UCI Europe Tour 2005 categoria 1.2, si svolse il 5 giugno 2005 su un percorso di 165,7 km. Fu vinto dallo sloveno Martin Hvastija, che giunse al traguardo con il tempo di 3.57'05" alla media di 41,76 km/h.
Alla partenza erano presenti 115 ciclisti dei quali 43 portarono a termine il percorso.

## Ordine d'arrivo (Top 10)
| Pos. | Corridore          | Squadra        | Tempo    |
| ---- | ------------------ | -------------- | -------- |
| 1    | Martin Hvastija    | Perutnina Ptuj | 3h57'05" |
| 2    | Drasutis Stundzia  | Cyber Team     | a 11"    |
| 3    | Matej Stare        | Perutnina Ptuj | a 15"    |
| 4    | Nicola Del Puppo   | Marchiol       | a 17"    |
| 5    | Martin Prázdnovský | CK ZP Sport    | s.t.     |
| 6    | Eddy Ratti         | Team Nippo     | s.t.     |
| 7    | Simon Špilak       | Adria Mobil    | s.t.     |
| 8    | Borut Božič        | Perutnina Ptuj | a 28"    |
| 9    | Matej Marin        | Perutnina Ptuj | a 56"    |
| 10   | Mauro Da Dalto     | Marchiol       | s.t.     |